# Rhododendron edgeworthii
Рододендрон Эдгеворта (лат. Rhododendron edgeworthii) — вид рода Рододендрон семейства Вересковые (Ericaceae).

## Распространение и экология
Естественный ареал находится в Бутане, северной Индии (Сикким), Мьянме.
В Китае встречается в провинциях Сычуань, Юньнань и Сицзан.

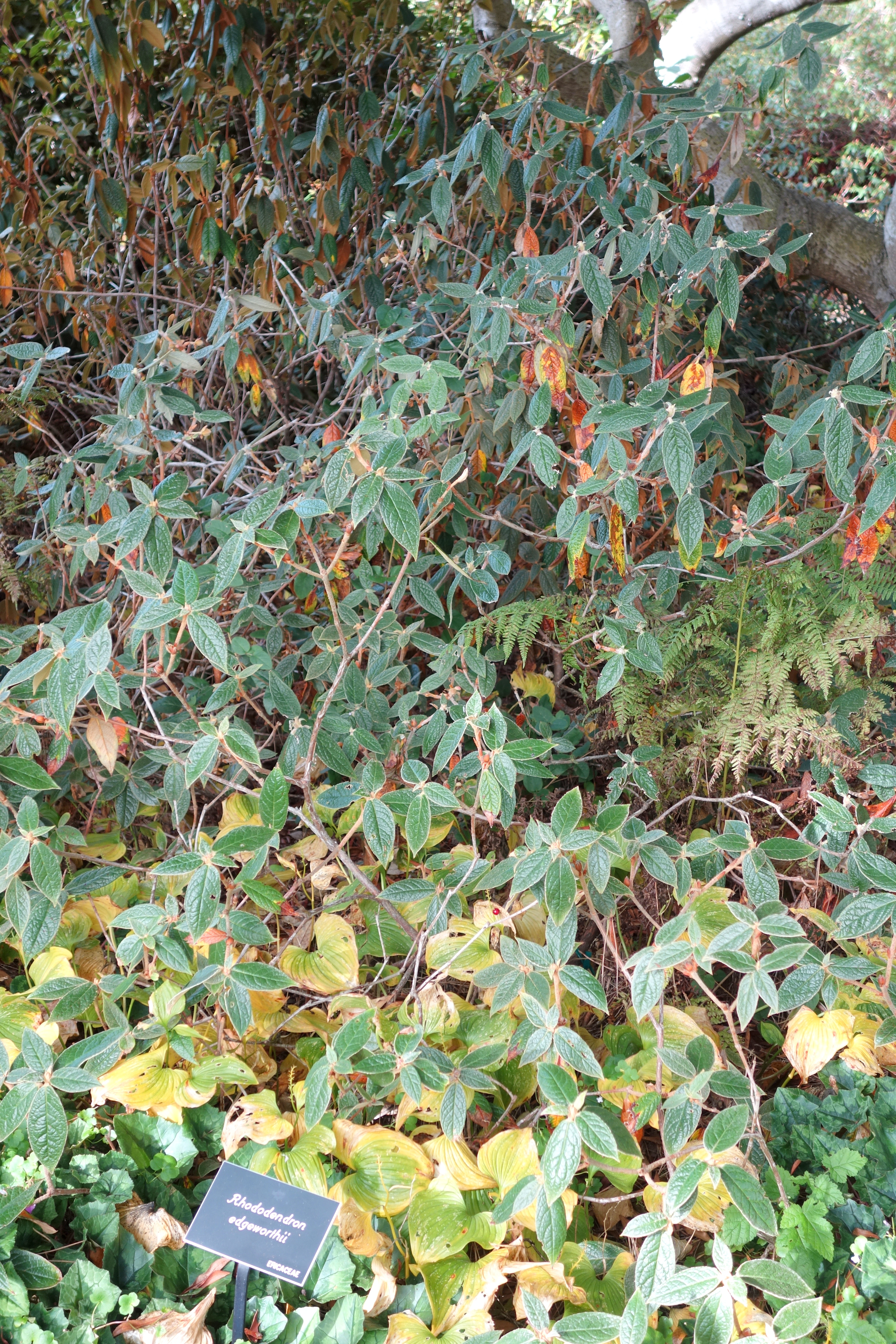
Листья растения, ботанический сад Mendocino Coast Botanical Gardens, Калифорния, США

Произрастает в горах, на высотах 2000—4000 метров на уровнем моря, в густых лесах, на скальных склонах, часто как эпифит.

## Ботаническое описание
Вечнозелёные кустарники (0,3—) 1 (—5,6) м высотой, могут расти как эпифиты. Черешок длиной 5—25 мм. Листовая пластинка кожистая, яйцевидно-эллиптической формы, продолговатая или вытянутая ланцетная, размером 4—16 см на 2—6 см. Основание листа закруглённое, вершина заострённая или коротко острая. Абаксиальная сторона листа тёмно-коричневая или палевая бледно-коричневая; адаксиальная сторона сильно пузырчатая, голая. 
Соцветие 1—3-цветковое. Цветки ароматные. Цветоножка длиной 1—2 см, густо опушенная. Чашечка цветка красная или с красноватым оттенком, 5-лопастная с долями по 11—17 мм, яйцевидной или округлой формы, неравные, сохраняются окружая зрелую капсулу, чешуйки имеются по краю и снизу, густо опушенные. Венчик воронковидно-колокольчатый, белый, иногда розовато-красный, может иметь жёлтые пятна у основания. Тычинок 10, разного размера, густо волосистые. Длина венчика 25–35 мм. Плод цилиндрическо-яйцевидной формы или шаровидной, 10—22 мм, густо опушенный. 
Цветение с апреля по июнь, плодоношение в ноябре.

## Значение и применение
Культивируется как декоративное садовое растение. В Великобритании Королевское садоводческое общество отметило вид премией Award of Garden Merit

## Таксономия
Rhododendron edgeworthii Hook.f., The Rhododendrons of Sikkim-Himalaya 2. t.21. 1851. 

### Синонимы
- Rhododendron bullatum Franch., Bull. Soc. Bot. France 34: 281. 1887.
- Azalea bullata (Franch.) Kuntze, Revis. Gen. Pl. 2: 387. 1891.
- Azalea edgeworthii (Hook.f.) Kuntze, Revis. Gen. Pl. 2: 387. 1891.
- Rhododendron sciaphilum Balf.f. & Kingdon-Ward, Notes Roy. Bot. Gard. Edinburgh 10: 146. 1917.